# Pisonia macranthocarpa
Pisonia macranthocarpa är en underblomsväxtart som först beskrevs av John Donnell Smith, och fick sitt nu gällande namn av John Donnell Smith. Pisonia macranthocarpa ingår i släktet Pisonia och familjen underblomsväxter. Inga underarter finns listade i Catalogue of Life.